# Patrick Vernay
Patrick Vernay (* 24. Oktober 1973 in Nouméa) ist ein ehemaliger französischer Triathlet und mehrfacher Ironman-Sieger. Er wird in der Bestenliste französischer Triathleten auf der Ironman-Distanz geführt.

## Werdegang
1992 startete Patrick Vernay erstmals bei der Triathlon-Weltmeisterschaft bei den Junioren.

### Triathlon-Langdistanz seit 2001
Später wechselte er auf die Langdistanz.
2006 wurde er Sechster bei der ITU-Weltmeisterschaft auf der Langdistanz und 2008 ebenso beim Ironman Hawaii.
Er konnte in Port Macquarie an der australischen Ostküste beim Ironman Australia (3,86 km Schwimmen, 180,2 km Radfahren und 42,195 km Laufen) von 2007 bis 2010 viermal in Folge gewinnen. 2011 wurde er hier Zweiter.
Seit 2011 tritt er nicht mehr international in Erscheinung.
Der Neukaledonier lebt mit seiner Frau und ihrem gemeinsamen Kind in seinem Geburtsort Nouméa.

## Sportliche Erfolge
| Datum/Jahr    | Rang | Wettbewerb                                           | Austragungsort | Zeit     | Bemerkung                                         |
| ------------- | ---- | ---------------------------------------------------- | -------------- | -------- | ------------------------------------------------- |
| 20. März 2011 | 4    | Ironman 70.3 Singapore                               | Singapur       | 03:55:50 | [ 1 ]                                             |
| 2003          | 1    | FRA Middle Distance Triathlon National Championships | Cublize        |          | Triathlon-Staatsmeister Mitteldistanz             |
| 2000          | 1    | FRA Middle Distance Triathlon National Championships | Toulouse       |          | Triathlon-Staatsmeister Mitteldistanz             |
| 1999          | 2    | FRA Middle Distance Triathlon National Championships | Gérardmer      |          | Triathlon Vize-Staatsmeister hinter Gilles Reboul |
| 1998          | 1    | FRA Middle Distance Triathlon National Championships | Gérardmer      |          | Triathlon-Staatsmeister Mitteldistanz             |
| 12. Sep. 1992 | 53   | ITU Triathlon World Championship Junior Men          | Huntsville     | 02:08:32 |                                                   |

| Datum/Jahr    | Rang | Wettbewerb                                      | Austragungsort    | Zeit     | Bemerkung |
| ------------- | ---- | ----------------------------------------------- | ----------------- | -------- | --- |
| 24. Juli 2011 | 9    | Ironman Germany                                 | Frankfurt am Main | 08:32:59 | |
| 1. Mai 2011   | 2    | Ironman Australia                               | Port Macquarie    | 08:35:50 | |
| 9. Okt. 2010  | 19   | Ironman Hawaii                                  | Hawaii            | 08:35:44 | |
| 4. Juli 2010  | 9    | Ironman Germany                                 | Frankfurt am Main | 08:37:36 | |
| 28. März 2010 | 1    | Ironman Australia                               | Port Macquarie    | 08:23:54 | Vernay schaffte beim 25. Ironman Australia seinen vierten Sieg in Folge.                                                  |
| 5. Dez. 2009  | 1    | Ironman Western Australia                       | Busselton         | 08:13:59 | [ 2 ] |
| 10. Okt. 2009 | DNF  | Ironman Hawaii                                  | Hawaii            | –        | |
| 12. Juli 2009 | 5    | Challenge Roth                                  | Roth              | 08:03:46 | persönliche Bestzeit |
| 5. Apr. 2009  | 1    | Ironman Australia                               | Port Macquarie    | 08:24:55 | Vernay schaffte in Australien den dritten Sieg in Folge.                                                                  |
| 2008          | 1    | Ironman Australia                               | Port Macquarie    | 08:31:33 | |
| 1. Okt. 2008  | 6    | Ironman Hawaii                                  | Hawaii            | 08:30:23 | |
| 13. Juli 2008 | 1    | Challenge Roth                                  | Roth              | 08:09:34 | |
| 1. Dez. 2007  | 1    | Ironman Western Australia                       | Busselton         | 08:06:00 | |
| 13. Okt. 2007 | 10   | Ironman Hawaii                                  | Hawaii            |          | |
| 15. Juli 2007 | 10   | ITU Long Distance Triathlon World Championships | Lorient           | 03:39:21 | Weltmeisterschaft auf der Langdistanz (3 km Schwimmen, 80 km Radfahren und 20 km Laufen)                                  |
| 1. Apr. 2007  | 1    | Ironman Australia                               | Port Macquarie    | 08:21:49 | [ 4 ] |
| 19. Nov. 2006 | 6    | ITU Triathlon Long Distance World Championships | Canberra          | 06:06:45 | |
| 2006          | 10   | Ironman Hawaii                                  | Hawaii            |          | |
| 2005          | 1    | Ironman Korea                                   | Seogwipo          |          | |
| 30. Aug. 2004 | 1    | Ironman Korea                                   | Seogwipo          | 07:42:33 | Austragung auf verkürztem Kurs                                                                                            |
| 2003          | 1    | Triathlon International de Nice                 | Nizza             |          | |
| 11. Mai 2003  | 14   | ITU Long Distance Triathlon World Championships | Ibiza             | 05:47:09 | |
| 22. Sep. 2002 | 11   | ITU Long Distance Triathlon World Championships | Nizza             | 06:31:27 | Die Triathlon-Weltmeisterschaft auf der Langdistanz wurde 2002 im Rahmen des Triathlon International de Nice ausgetragen. |
| 5. Aug. 2001  | 12   | ITU Long Distance Triathlon World Championships | Fredericia        | 08:44:22 | [ 7 ] |

(DNF – Did Not Finish)